# Червона дама вбиває сім разів
«Черво́на да́ма вбива́є сім разі́в» (італ. La dama rossa uccide sette volte) — італійсько-західнонімецький кінофільм 1972 року, готичне джалло, поставлене режисером Еміліо Міралья з американсько-італійською акторкою Барбарою Буше й італійським актором Уго Пальяї в головних ролях, також у фільмі знімалися Маріна Мальфатті, Маріно Мазе, Пія Джанкаро, Сибіл Даннінґ та інші. В основі сюжету історія про прокляття «Червоної дами», яка за легендою раз на сто років повертається, аби вбити сімох людей, а останньою жертвою буде обов'язково її сестра, «Чорна дама». Тобіас, старий власник замку сім'ї Вільденбрюк боїться, що одна з двох його онук стане «Червоною дамою», а друга — «Чорною дамою», але попри намагання зупинити прокляття став першою жертвою серії загадкових вбивств.
В англомовному прокаті фільм також знаний як «Черво́на короле́ва вбива́є сім разі́в» (англ. The Red Queen Kills 7 Times). Це друге джалло в кар'єрі Еміліо Міральї після «Ніч, коли Евелін піднялася з могили» (італ. La notte che Evelyn uscì dalla tomba) 1971 року й останній фільм, знятий ним як режисером. Стрічка особлива тим, що поєднує в собі барвисте середовище великого німецького міста 1970-х років, дому моди от-кутюр під назвою Springe з однієї сторони та готичну атмосферу таємничого баварського замку, наповненого секретами та прокляттям родини Вільденбрюк з іншої.

## Сюжет
Баварія, 1958 рік, замок родини Вільденбрюк, де граються маленькі дівчинки — Кетті та Евелін. Пустотлива Евелін відбирає в сестри ляльку й біжить в замок, де їхній дідусь, Тобіас Вільденбрюк (Рудольф Шюндлер), в інвалідному візку читає газету. Дівчинка спочатку дражнила сестру, але коли побачила велику картину із зображенням двох дам, одна з яких вбиває другу, починає колоти ляльку і відрізає їй голову ножем, знайденим неподалік, ніби одержима. Збентежений герр Вільденбрюк зупиняє Евелін і Кетті, що вже почали товктися на підлозі. Він відкриває онучкам секрет таємничого портрету. За легендою, дві дами, зображені на картині (одна в червоному платті, а інша в чорному), жили в цьому ж замку, були сестрами й ненавиділи одне одну змалечку. «Чорна дама» довго терпіла приниження та насмішки сестри й одного разу вбила її вночі. Через рік «Червона дама» постала з мертвих і вбила шістьох невинних людей, а сьомою жертвою стала її сестра. Після цього кожні сто років легенда повторюється, «Червона дама» воскресає, щоб повторити сім вбивств і помститися своїй сестрі-суперниці, «Чорній дамі», яка стає останньою, сьомою, жертвою.
Наступає 1972 рік, 100 років після останньої появи «Червоної дами». Кетті Вільденбрюк (Барбара Буше) — фешн-фотограф у модному домі Springe Fashion Company. Дідусь Тобіас, що так боявся прокляття, помирає від серцевого нападу, але перед смертю із жахом спостерігає за жінкою в червоній накидці з кинджалом і таким чином стає першою жертвою «Червоної дами». Зібравши спадкоємців, серед яких: Кетті, її наречений Мартін Гоффман (Уго Пальяї), що працює з нею в Springe, кузина Франциска (Маріна Мальфатті) та чоловік останньої, Герберт Цілер (Ніно Корда), нотаріус повідомляє, що покійний домовився про те, аби його заповіт відкрили лише через рік після смерті, після того, як мине фатальний рік повернення «Червоної дами».

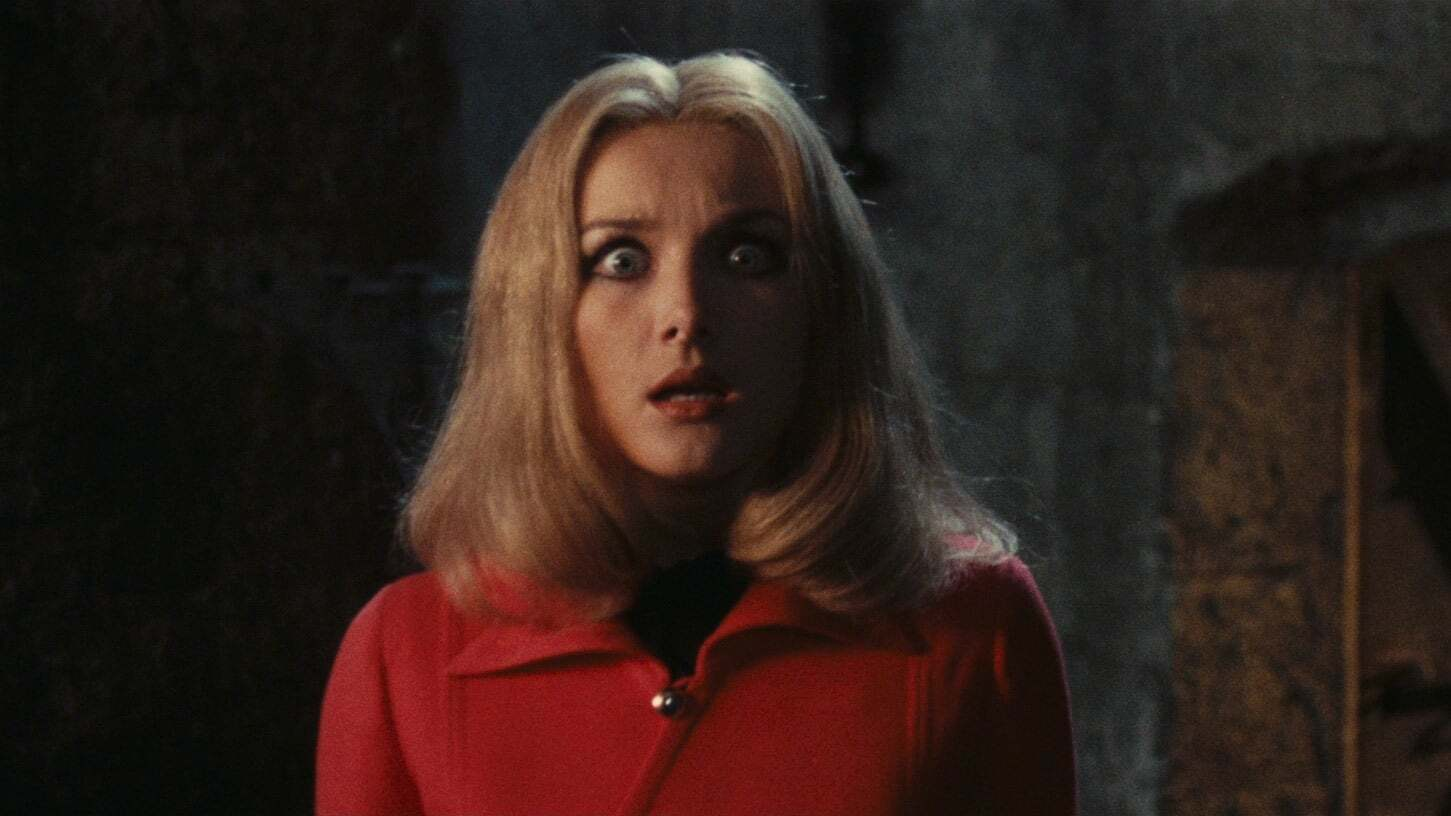
Кетті Вільденбрюк

Кетті переслідує почуття провини за те, що вона ненавмисно вбила Евелін рік тому. Вони вчергове побилися й Евелін вдарилася головою об камінь та впала в річку. Крім Кетті про цю подію знає лише Франциска та Герберт, які допомогли сховати труп у склепі замку Вільденбрюків. Кетті з родичами пояснюють оточуючим, навіть дідусю Тобіасу, відсутність сестри тим, що вона «поїхала в Америку». Як виявляється, про вбивство Евелін знає також її хлопець-наркоман, Петер (Фабріціо Мореско). Він шантажує Кетті після смерті дідуся Тобіаса й хоче заволодіти частиною спадщини.
Невдовзі після смерті старого Вінденбрюка, збоченого генерального директора Springe Ганса Майєра (Бруно Берточчі), на якого працювала Кетті, також було вбито на очах його коханки Лулу Пальм (Сибіл Даннінґ) і проститутки, яку вони шукали для сексу втрьох. Убивця — жінка в червоній накидці, подібно «Червоній дамі», а всі жертви так чи інакше пов'язані або з будинком моди, або з самою Кетті. Отож співробітники й моделі Springe опиняються під реальною загрозою. Для розслідування справи призначений інспектор Толлер (Маріно Мазе). Він підозрює не лише Кетті, а й її хлопця, Мартіна, оскільки його стосунки з начальником були не найкращі, а після скоєння злочину саме Мартін став новим директором Springe.
Стається нове вбивство: подругу Кетті, дизайнерку Леонору під час знімання викрадають і жорстоко вбивають. Вбивцею знову стає «дама» в червоному плащі, а Кетті з кожним новим трупом дедалі більше починає вірити в те, що її сестра повернулася з могили, аби помститися їй, «Чорній дамі». Тим часом Лулу шукає «тактичного підходу» до Мартіна, аби стати коханкою «боса», хто б ним не був. Мартін, чия психічнохвора дружина стала ще однією жертвою вбивства, не вірить у винуватість Кетті. Він проводить власне розслідування та з'ясовує, що хтось розробив диявольський план аби підставити його наречену, але пізно… Кетті вже зустрілася з «Червоною дамою» у склепі замку Вінденбрюків, який от-от буде затоплено.

## Знімальна група

### Акторський склад
| Актор                  | Роль                          | В оригіналі            |
| ---------------------- | ----------------------------- | ---------------------- |
| Барбара Буше           | Кетті Вільденбрюк             | Ketty Wildenbrück      |
| Уго Пальяї             | Мартін Гоффман                | Martin Hoffmann        |
| Маріна Мальфатті       | Франциска Вільденбрюк         | Franziska Wildenbrück  |
| Маріно Мазе            | інспектор Толлер              | ispettore Toller       |
| Марія Пія Джанкаро     | Розмарі Мюллер                | Rosemary Müller        |
| Сибіл Даннінґ          | Лулу Пальм                    | Lulu Palm              |
| Ніно Корда             | Герберт Цілер                 | Herbert Zieler         |
| Фабріціо Мореско       | Петер                         | Peter                  |
| Рудольф Шюндлер        | Тобіас Вільденбрюк            | Tobias Wildenbrück     |
| Марія Антонієтта Гвідо | модель №1                     | modello n. 1           |
| Карла Манчіні          | Елізабет Гоффман              | Elizabeth Hoffman      |
| Бруно Берточчі         | Ганс Майєр, директор Springe  | Hans Meier             |
| Сісто Брунетті         | поліцейський                  | (у титрах не вказаний) |
| Долорес Кало           | Леонора Ройбурґ               | (у титрах не вказана)  |
| Несторе Каваріччі      | поліцейський                  | (у титрах не вказаний) |
| Альфонсо Ґіґанті       | керівник департаменту Springe | (у титрах не вказаний) |
| Сільверіо Конті        | менеджер Springe              | (у титрах не вказаний) |
| Бруно Деґні            | поліцейський в цивільному     | (у титрах не вказаний) |
| Романо Тарґа           | поліцейський фотограф         | (у титрах не вказаний) |

### Основний творчий колектив
- Режисер: Еміліо Міралья[it];
- Сценарій: Фабіо Пітторру[it], Еміліо Міралья[it];
- Оператор-постановник: Альберто Спаньолі (Technicolor, Cromoscope);
- Музика: Бруно Ніколаі[it] (Ed. CAM[it] — CIDIAS);
- Монтаж: Ромео Чіатті;
- Художник: Лоренцо Баральді[it].

### Дубляж
| Актор              | Роль                                 | Мовою      |
| ------------------ | ------------------------------------ | ---------- |
| Мірелла Паче       | Кетті Вільденбрюк (Барбара Буше)     | італійська |
| Джакомо Піперно    | Мартін Гоффман (Уго Пальяї)          | італійська |
| Марк Сміт          | Мартін Гоффман (Уго Пальяї)          | англійська |
| Сандро Йовіно      | інспектор Толлер (Маріно Мазе)       | італійська |
| Тед Русофф         | інспектор Толлер (Маріно Мазе)       | англійська |
| Людовіка Модуньо   | Розмарі Мюллер (Марія Пія Джанкаро)  | італійська |
| Ноемі Джіфуні      | Лулу Пальм (Сибіл Даннінґ)           | італійська |
| Каролін Де Фонсека | Лулу Пальм (Сибіл Даннінґ)           | англійська |
| Антоніо Колонелло  | Герберт Цілер (Ніно Корда)           | італійська |
| Клаудіо Соррентіно | Петер (Фабріціо Мореско)             | італійська |
| Антоніо Гвіді      | Тобіас Вільденбрюк (Рудольф Шюндлер) | італійська |
| Ренато Морі        | Ганс Майєр (Бруно Берточчі)          | італійська |
| Лаура Джанолі      | Леонора Ройбурґ (Долорес Кало)       | італійська |

### Знімання
- Костюми: Лоренцо Баральді[it];
- Макіяж: Джуліо Наталуччі;
- Зачіски: Йоланда Конті;
- Асистенти художника-постановника: Ігнаціо Синьорелло;
- Оператор: Франко Бруні;
- Асистент оператора: Чезаре Вентуріні;
- Асистенти монтажу: Габріеле Інґафу;
- Звук: Фіоренцо Маґлі, Умберто Пічістреллі;
- Керівник сценарію: Граціелла Марсетті.

### Постпродукція
- Продакшен-менеджер: Еліо ді П'єтро;
- Супервізори продакшену: Альберто Пассоне, Гастоне Де Маттіа;
- Секретар продакшену: Джузеппе Бруно Боссіо;
- Асистенти секретаря продакшену: Мікеле Фіґаццаро, Сандро Теста[5].

## Виробництво

### Розробка сюжету
Режисер стрічки, Еміліо Міралья, довгий час працював асистентом і другим режисером з відомішими метрами італійського жанрового кіно як Лучо Фульчі, Карло Ліццані та Лучано Сальче. Через рік після випуску першого джалло в кар'єрі режисера Еміліо Міральї, «Ніч, коли Евелін піднялася з могили» (італ. La notte che Evelyn uscì dalla tomba), вийшов його другий фільм у цьому ж жанрі та останній в кар'єрі. Команду, що працювала над першою кінокартиною частково запросили й до роботи над другою, зокрема, сценариста Фабіо Пітторру, монтажера Ромео Чіатті та композитора Бруно Ніколаі. Сценарій, написав режисер у співавторстві з Фабіо Пітторру, він надихався телевізійним ренесансом готики тих часів. Водночас кінокритик, автор і редактор сайту DVDActive.com, Ґейб Пауерс зазначає, що автори переробили та вдосконалили сюжет першої стрічки Міральї. У двох фільмів є багато схожих елементів сюжету, починаючи від базової «війни за спадщину», завершуючи специфічним образом Евелін (що протягом історії вважається мертвою), яка не зустрічається в інших італійських трилерах. Окрім того: таємничі портрети та притулки для божевільних відіграють ключову роль; головні жіночі персонажі одягають червоні плащі з капюшонами; і у «Ночі, коли Евелін піднялася з могили» одна з галюцинацій Алана пов'язує безтілесний голос його мертвої коханої з чирвовою дамою.

### Кастинг
Прикладом використання популярності готики на телебаченні був вибір на головну чоловічу роль Уго Пальяї, який на той час був на піку своєї кар'єри після виконання головної ролі в мінісеріалі на окультну тематику «Знак наказу» (італ. Il segno del comando). Очолила акторський склад, як і в більшості джалло — жінка, американсько-італійська акторка німецького походження, Барбара Буше, яка на той час вже зіграла в культовому серіалі «Зоряний шлях» і, переїхавши в Італію, здобула популярність в еротичних стрічках як то, еротичній драмі «У пошуках насолоди» (італ. Alla ricerca del piacere) Сільвіо Амадіо, що вийшла на екрани того ж, 1972 року.
Крім Буше на жіночі ролі запросили ще кількох відомих акторок. У ролі Франциски зіграла Маріна Мальфатті, яка грала в попередній стрічці Міральї головну роль леді Гледіс Каннінгем, а австрійська акторка Сибіл Даннінґ виконала роль фотомоделі Лулу Пальм і того ж року знялась ще в кількох джалло: «Око в лабіринті» (італ. L'occhio nel labirinto) Маріо Кайано і в «Синій бороді» (італ. Barbablù) Едварда Дмитрика. Обидва персонажі є другорядними, але акторки максимально використали свій екранний час. Багатонаціональний акторський склад доповнили італійські актори — Маріно Мазе та Марія Пія Джанкаро, а також німецькі — Рудольф Шюндлер і Ніно Корда.

### Фільмування
Фільмування відбувалося у Західній Німеччині та на римській студії Safa Palatino. Більшість екстер'єрних сцен зняли у німецьких містах Вюрцбург і Вайкерсгайм:
- сцена фотосесії, яку проводить Кетті знята навпроти Вюрцбурзької резиденції на Резіденц-плац[de];
- внутрішній двір B.Neumann Residenzgaststätten на тій же площі використали як внутрішній двір психлікарні, куди Мартін приходить навідати дружину Елізабет[12];
- замок родини Вільденбрюк у фільмі — замок Ноєнштайн[de] в однойменному містечку федеральної землі Баден-Вюртемберг[7][12], хоча вхід до замку насправді зняли у замку Вайкерсгайм[de];
- площа куди Кетті приїжджає після телефонного дзвінка «від Евелін», а потім йде до квартири останньої — ринкова площа (нім. Marktplatz) міста Ерінґен;
- офіс Springe Fashion Company — це будівля одного з вюрцбурзьких театрів[de];
- а дім головної героїні — це приватний будинок за адресою Франкенштрассе (нім. Frankenstraße), 39 у Вюрцбурзі[12].

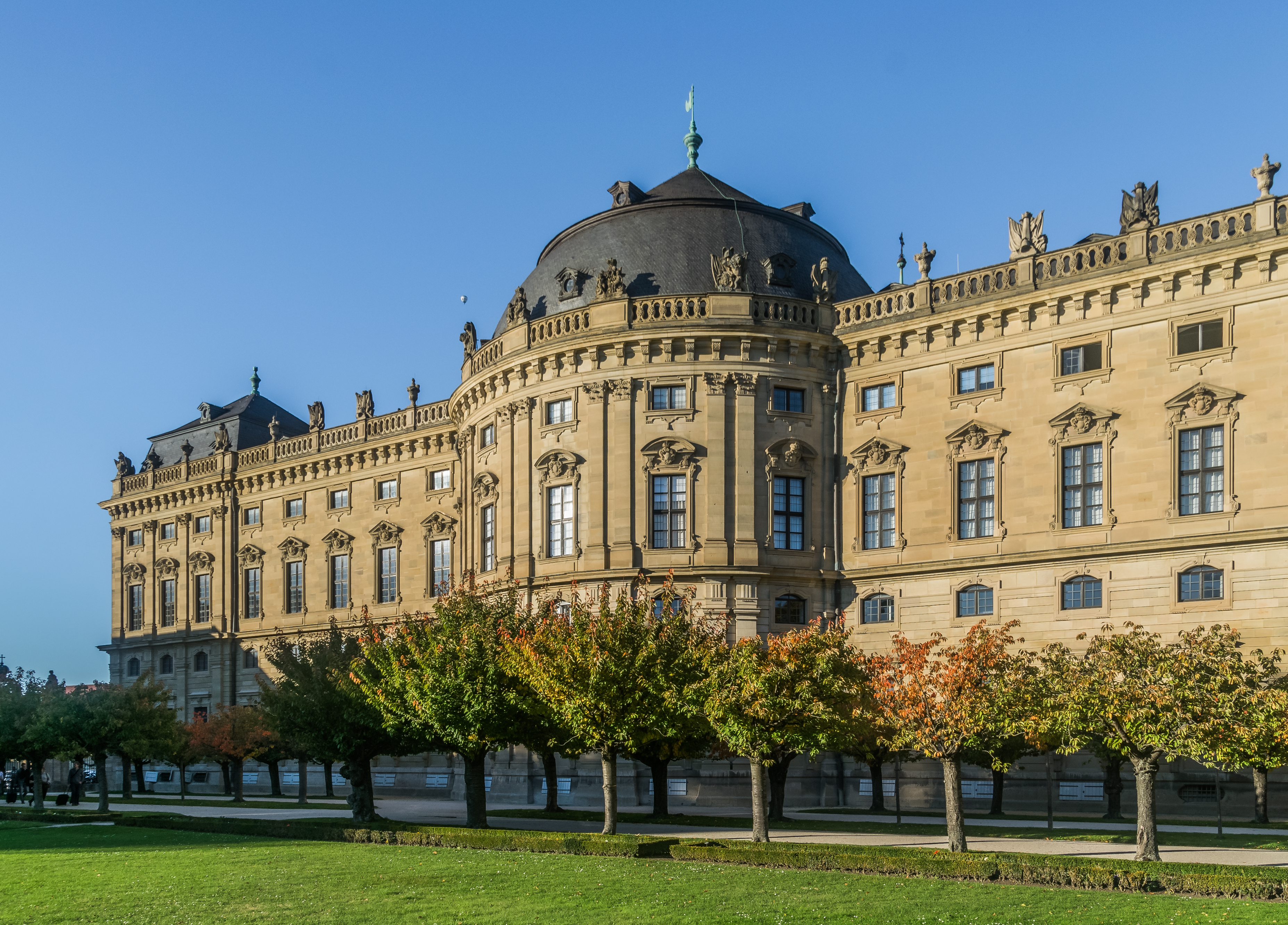
Вюрцбурзька резиденція
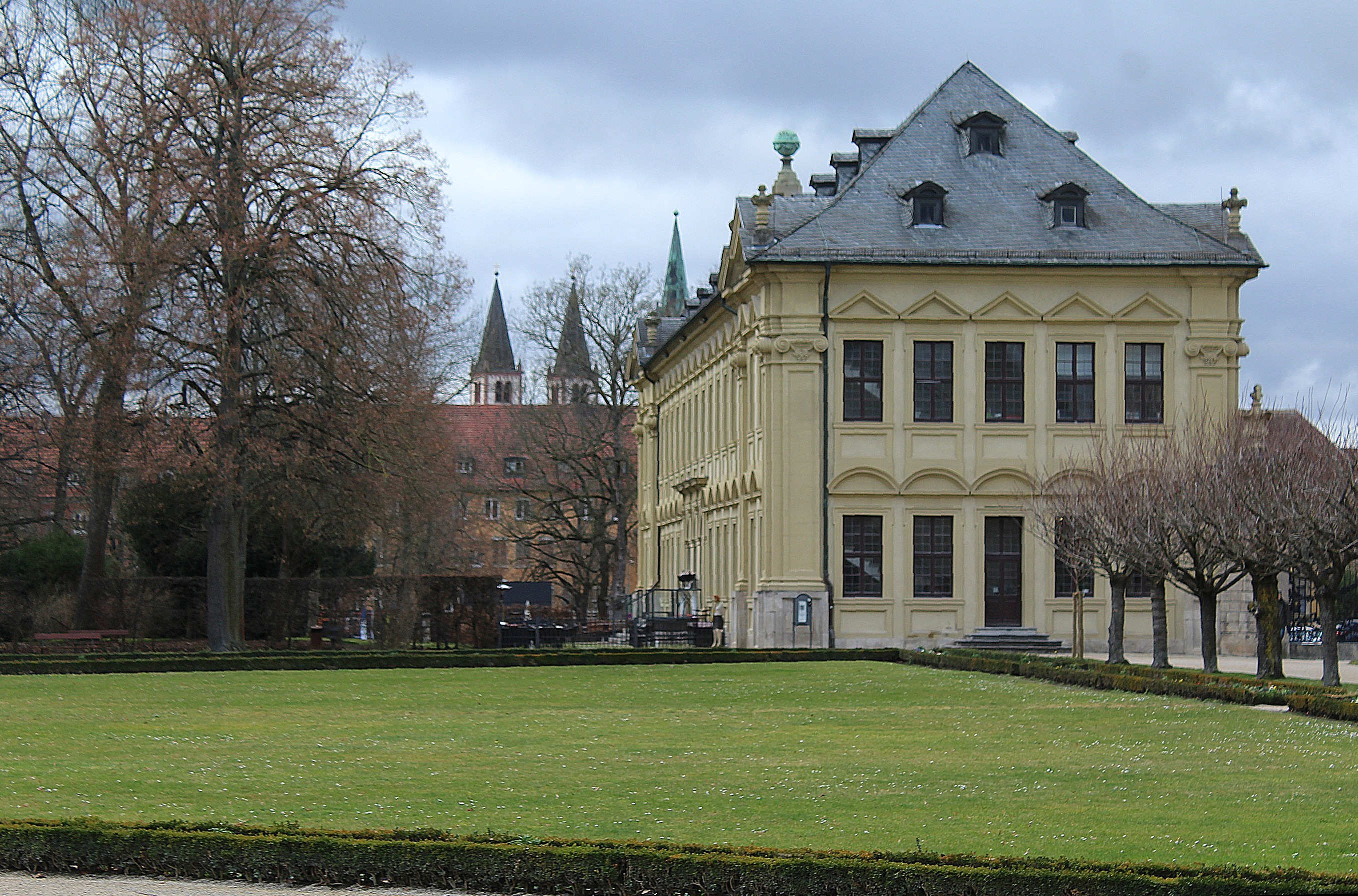
B.Neumann Residenzgaststätten, Вюрцбург
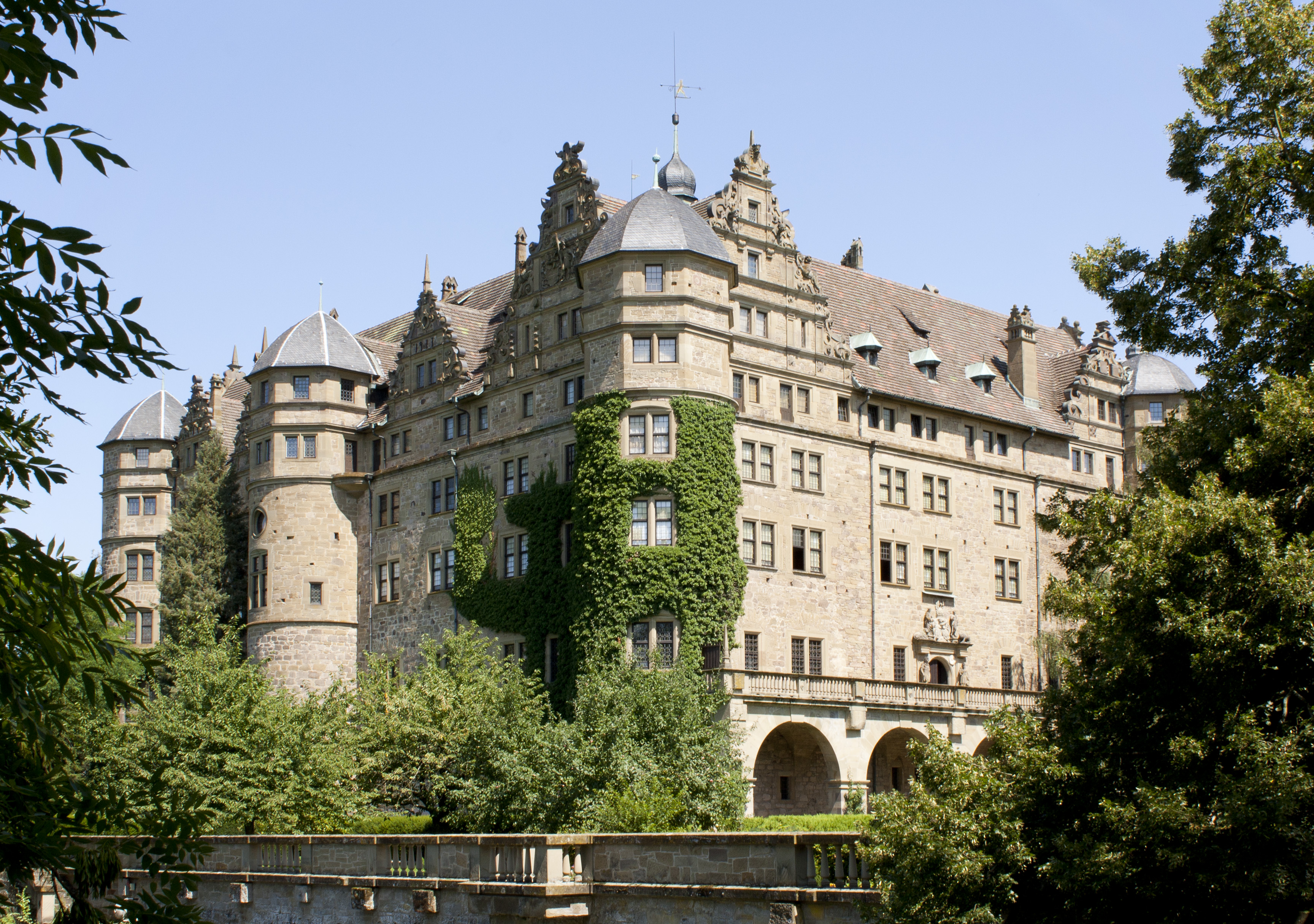
Замок Ноєнштайн[de]
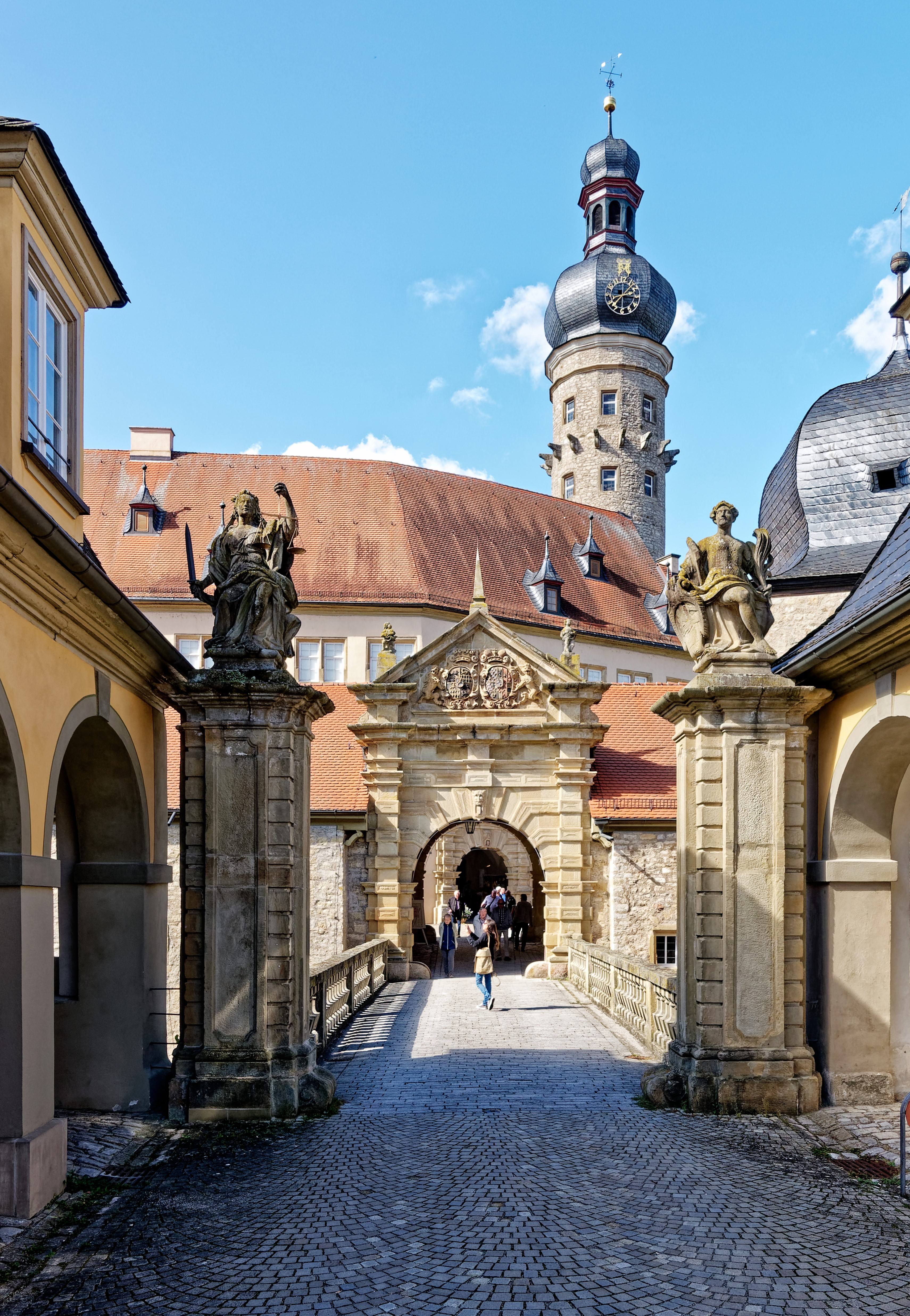
Вхід замку Вайкерсгайм[de]
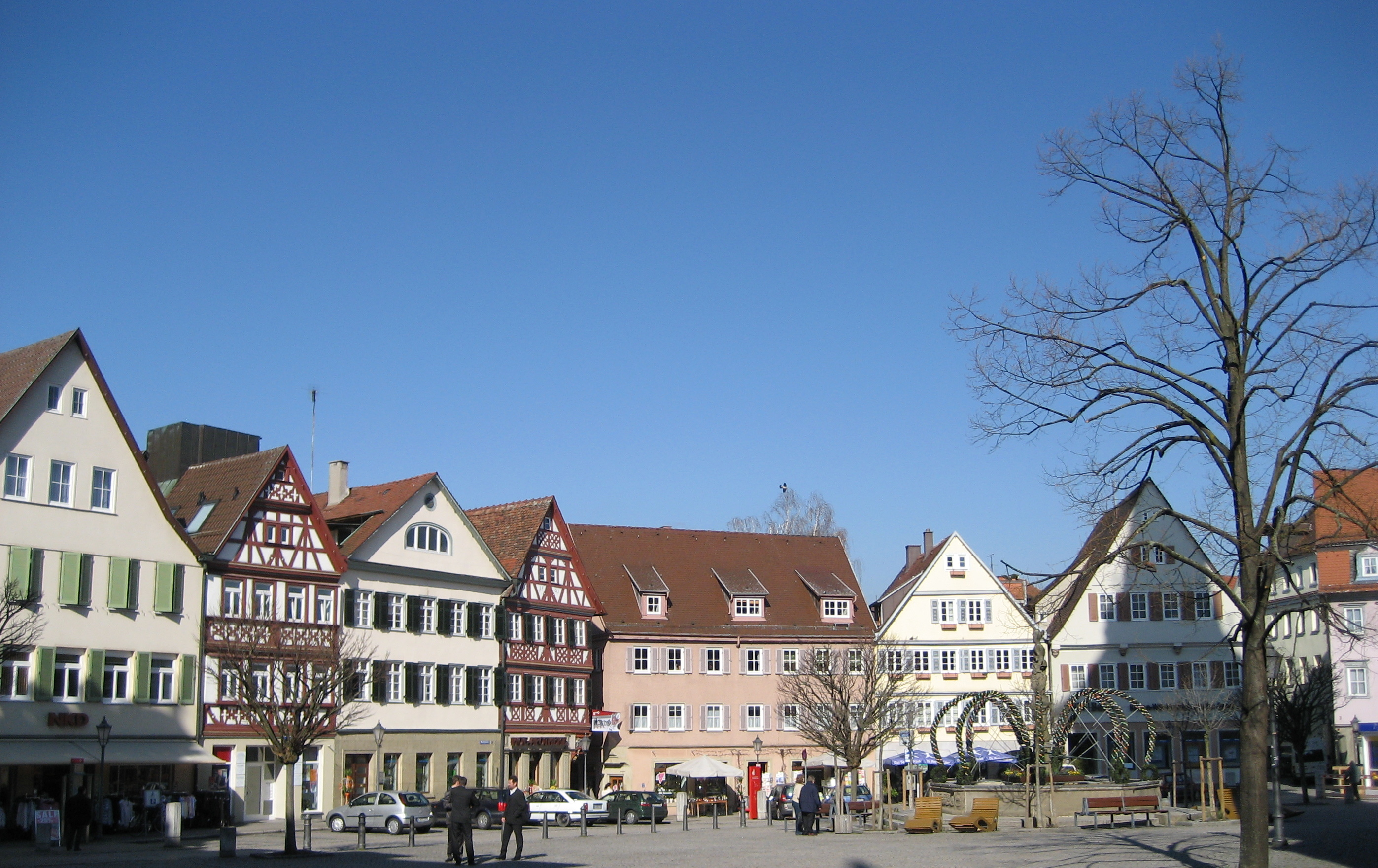
Ринкова площа, Ерінґен
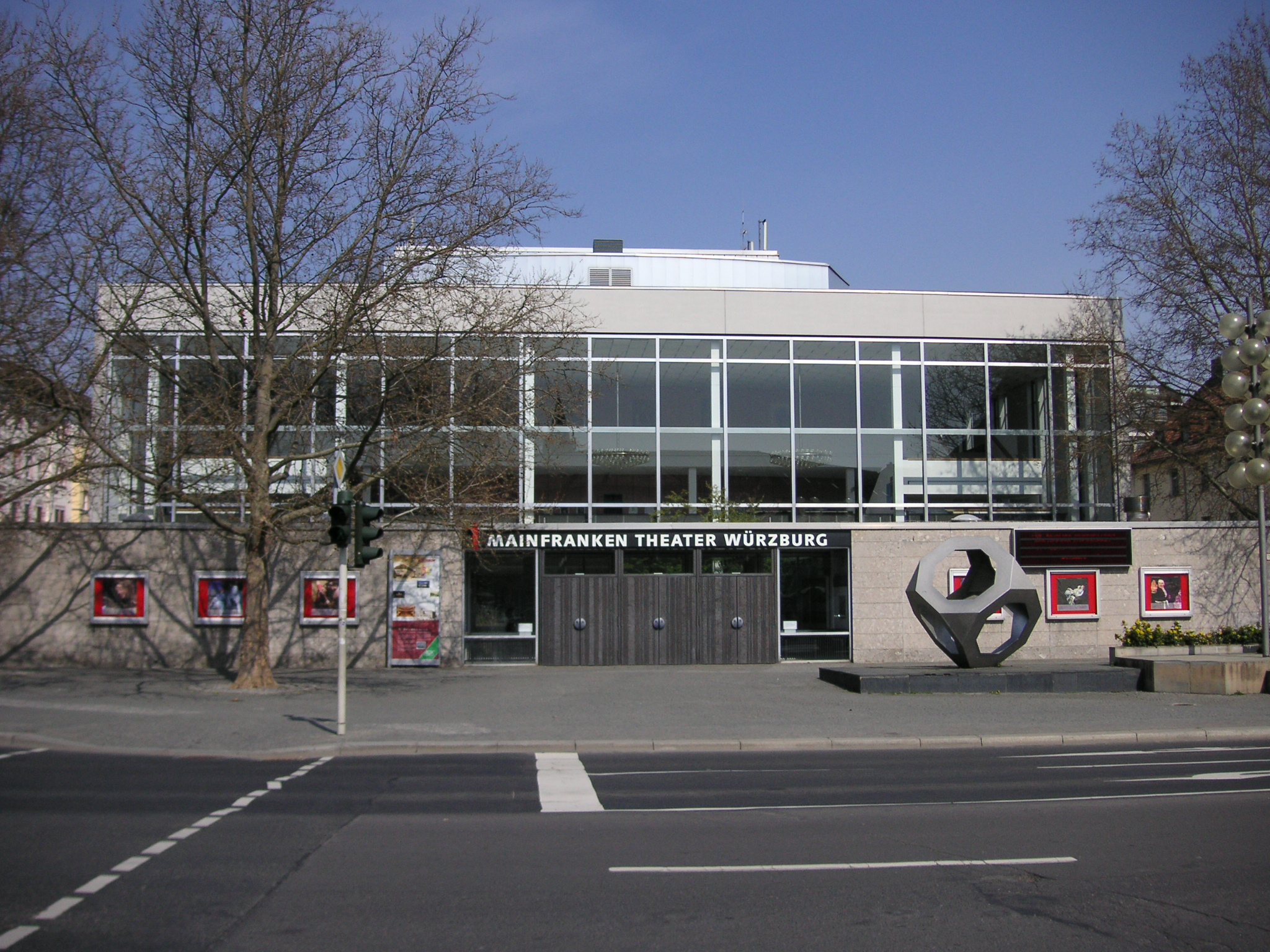
Mainfranken Theater Würzburg[de]

Лише деякі, окремі сцени кінофільму, як, наприклад сцени в модній квартирі Мартіна Гоффмана зняли в Римі. Місцем для знімання квартири Гоффмана став один із символів італійського постмодернізму — будинок Папаніче (італ. Casa Papanice), який також називають «віллою м'ясника» (італ. villa del macellaio). Його у 1967 році збудували за проєктом відомого італійського архітектора Паоло Портогезі, а жартівливу назву він отримав після виходу фільму Етторе Скола «Драма ревнощів: усі деталі в хроніці» (італ. Dramma della gelosia (tutti i particolari in cronaca)) 1970 року через кілька сцен, де героїня Моніки Вітті кидає своїх коханців заради багатого м'ясника Амлето Ді Мео у виконанні Геркулеса Кортеса та переселяється в його будинок. Крім того, у цій же віллі знімалося джалло 1971 року «Дивний порок синьйори Ворд» (італ. Lo strano vizio della signora Wardh) з Едвіж Фенек у головній ролі. Усі три фільми зняли в одній єдиній вітальні будинку Папаніче, який нині слугує приміщенням посольства королівства Йорданія.

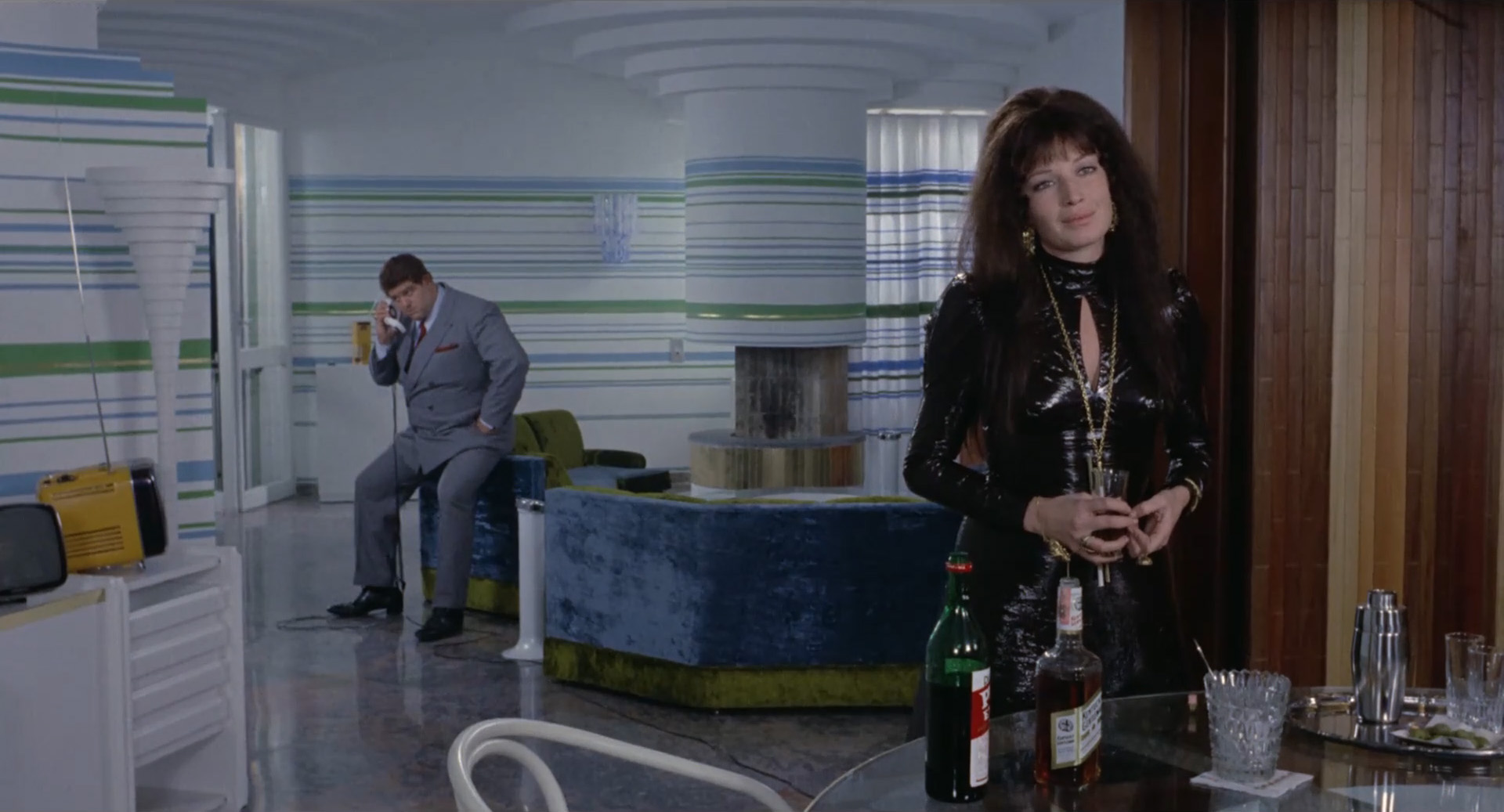
«Драма ревнощів: усі деталі в хроніці», 1970 рік
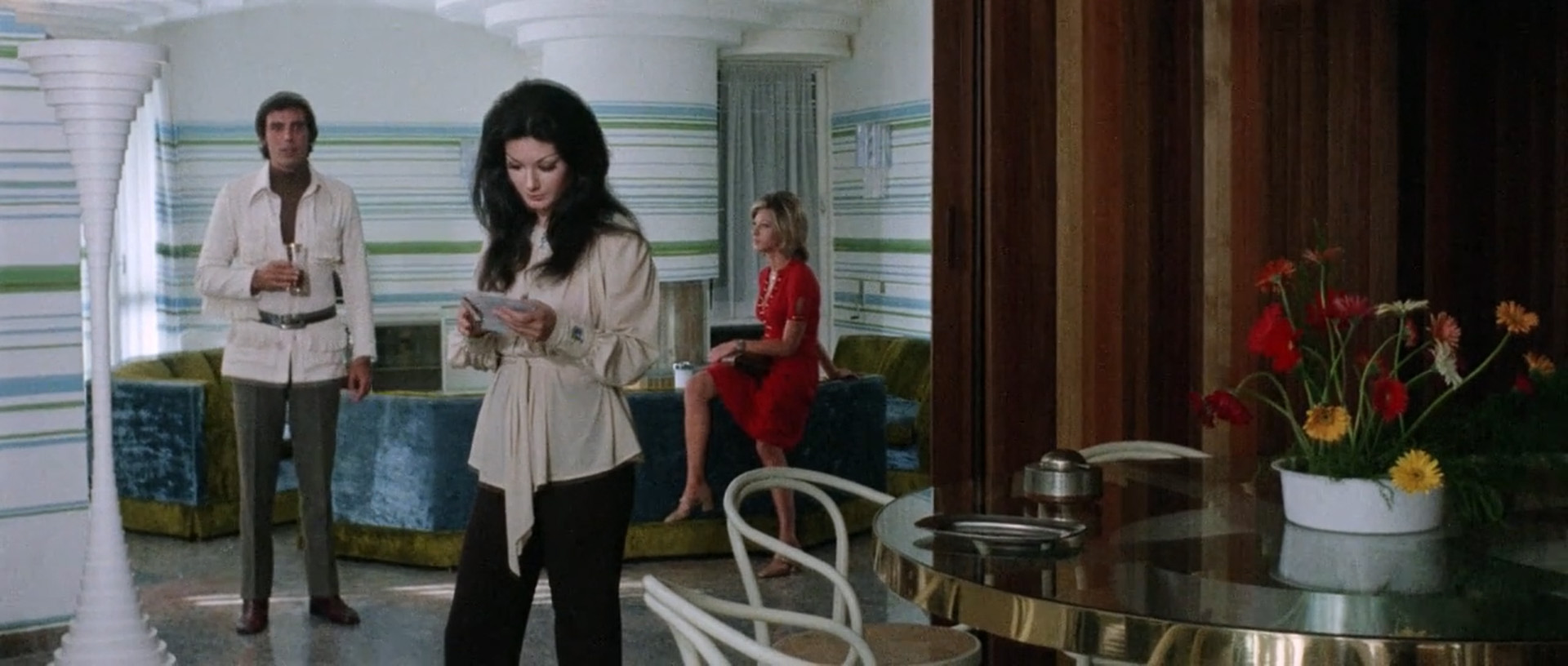
«Дивний порок синьйори Ворд», 1971 рік
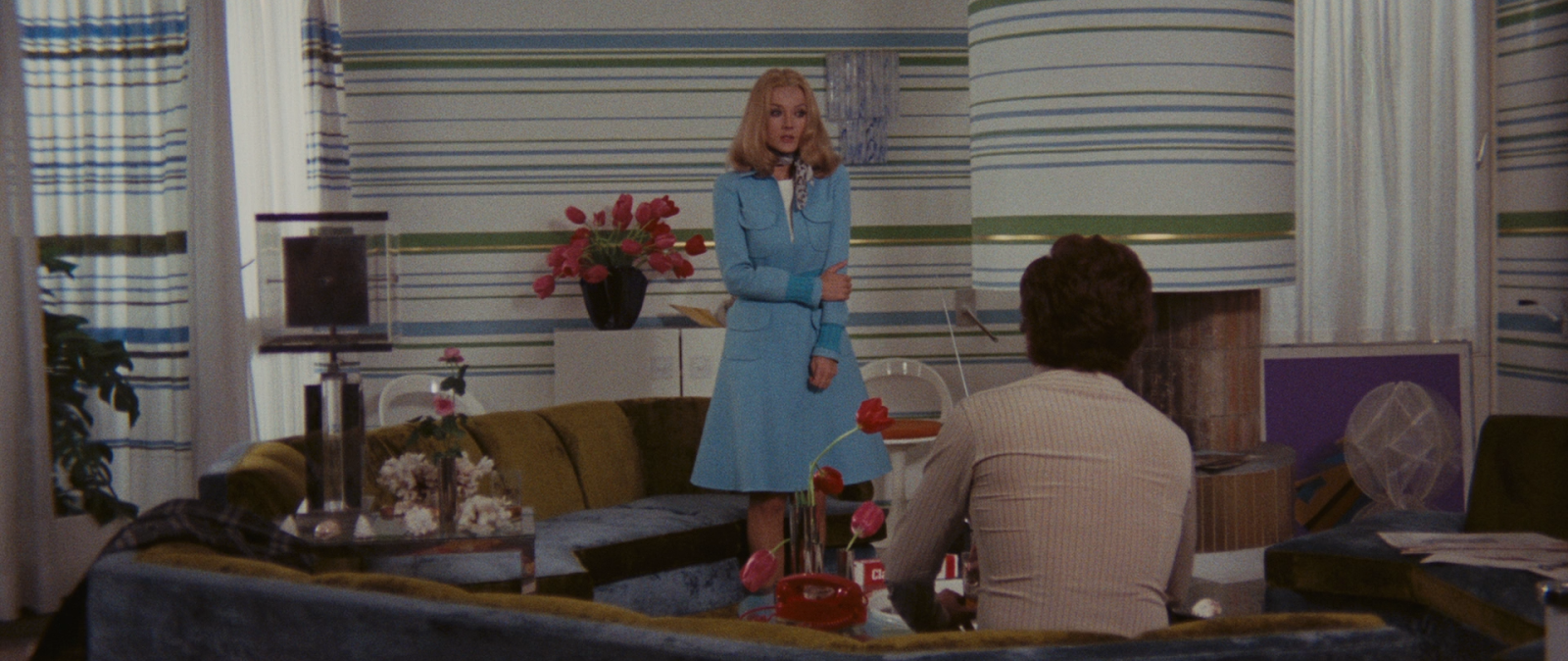
«Червона дама вбиває сім разів», 1972 рік

За словами Франко Бруні, для якого це була дебютна операторська робота, під час знімання робочою назвою фільму була «Сім шалей з червоного оксамиту» (італ. Sette scialli di velluto rosso), але від неї відмовилися на користь «Червона дама вбиває сім разів» ймовірно через вихід на екрани в той самий час іншого джалло зі схожою назвою — «Сім жовтих шовкових шалей» (італ. 7 scialli di seta gialla) режисера Серджо Пасторе. Костюми для будинку мод, який фігурував у фільмі було надано італійською модельєркою Мілою Шен.

### Звук і саундтрек
Музику до фільму написав італійський композитор Бруно Ніколаі у співпраці з лейблами CAM і CIDIAS. Окрім нього над звуком стрічки працювали: Фіоренцо Маґлі й Умберто Пічістреллі. Оригінальні монофонічні італійські та англійські звукові доріжки були записані на 35-міліметрову плівку. Обидві доріжки є дубляжами, оскільки італійські постановки тих часів знімали без звуку з використанням багатомовного акторського складу. Італійський варіант має набагато природнішій і натуралістичніший дубляж (наприклад, італійський кастинг-директор наймав дітей для дубляжу дітей). Акторка Сибіл Даннінґ пізніше в інтерв'ю дуже тепло описувала свою героїню, але казала, що ненавидить її дубляж.
Лише через 33 роки після виходу фільму, 2005 року італійська компанія звукозапису Digitmovies (Digitmovies Alternative Entertainment) випустила 45-хвилинну LP-збірку з 22 композиціями на CD-диску під назвою La Dama Rossa Uccide Sette Volte (Original Motion Picture Soundtrack). Над виданням працювали продюсер Лука Ді Сільверіо, графічний дизайнер обкладинки Клаудіо Фуяно та ілюстратор Амедео Мантіка. Запис проходив ще 1972 року на римській студії Ortophonic Studios. Альбом містив наступні композиції:
| #   | Назва                                                  | Тривалість |
| --- | ------------------------------------------------------ | ---------- |
| 1.  | «La Dama Rossa Uccide Sette Volte (Preludio & Titoli)» | 3:38       |
| 2.  | «La Dama Rossa Appare & Primo Delitto»                 | 1:12       |
| 3.  | «Veglia Funebre & Macabro Ricordo»                     | 2:25       |
| 4.  | «In Automobile»                                        | 1:07       |
| 5.  | «L'Eredita & Agguato Nel Buio»                         | 2:00       |
| 6.  | «Secondo Delitto»                                      | 2:13       |
| 7.  | «Ufficio Vuoto»                                        | 1:11       |
| 8.  | «Interrogatorio»                                       | 2:11       |
| 9.  | «In Cantina»                                           | 2:15       |
| 10. | «Servizio Fotografico»                                 | 2:00       |
| 11. | «Terzo Delitto»                                        | 1:49       |
| 12. | «Quarto Delitto»                                       | 1:58       |
| 13. | «Segreto Terribile»                                    | 2:09       |
| 14. | «Incubo & Aggressione»                                 | 2:31       |
| 15. | «Quinto Delitto»                                       | 2:03       |
| 16. | «La Dama Rossa Appare»                                 | 1:14       |
| 17. | «Minaccia»                                             | 1:49       |
| 18. | «Scoperta & Sesto Delitto»                             | 2:34       |
| 19. | «Inseguimento & Settimo Delitto»                       | 2:11       |
| 20. | «Confronto Finale»                                     | 2:30       |
| 21. | «Fine Di Un Incubo (Titoli Di Coda)»                   | 2:21       |
| 22. | «La Dama Rossa Uccide Sette Volte (Ripresa)»           | 2:10       |

2008 року саундтрек-альбом вийшов на аудіокасеті в рамках любительського HNW-проєкту Річарда Раміреза An Innocent Young Throat-Cutter (дослівно — невинний молодий горлоріз). Пізніше відбулося ще два офіційних перевидання альбому. Перше — 2015 року, коли лейбл Dagored видав LP-збірку на двох вінілових платівках під назвою La Dama Rossa Uccide Sette Volte (Colonna Sonora Originale). Продюсував видання, як і в 2005 році Ді Сільверіо, а дизайном займалися в Beyond Horror Design. Друге перевидання альбому відбулося 2022 року, коли компанія Cam Sugar випустила два двосторонніх вініли обмеженої, «червоної» серії на 1,5 тисячі екземплярів. Дистриб'юцією в США, Канаді та Європі зайнялась компанія Decca Records. Над виданням працювали Андреа Фабріці, Ріккардо Річчі, а обкладинку намалював Ерік Едріан Лі.

## Характеристика

### Жанр і художні засоби
Фільм об'єднав готику і трилер з детективним сюжетом типу whodunit. Стрічка має багато спільного з першою роботою Міральї, фільмом «Ніч, коли Евелін піднялася з могили» (італ. La notte che Evelyn uscì dalla tomba) 1971 року, але з більшою увагою до надприродного. Пролог історії побудований, як класична «розповідь про привидів»: старий замок (будинок з привидами), похмурий портрет, багатовікове сімейне прокляття, приречене повторюватися знову і знову. Жахливі сцени насилля, таємні ходи замку, нічні видіння та, врешті, кульмінація в затопленому склепінні нагадує стрічки Антоніо Могеріні (зокрема «Нюрнберзьку діву» (італ. La vergine di Norimberga) 1963 року та Contronatura 1969 року з Маріанне Кох у головній ролі).

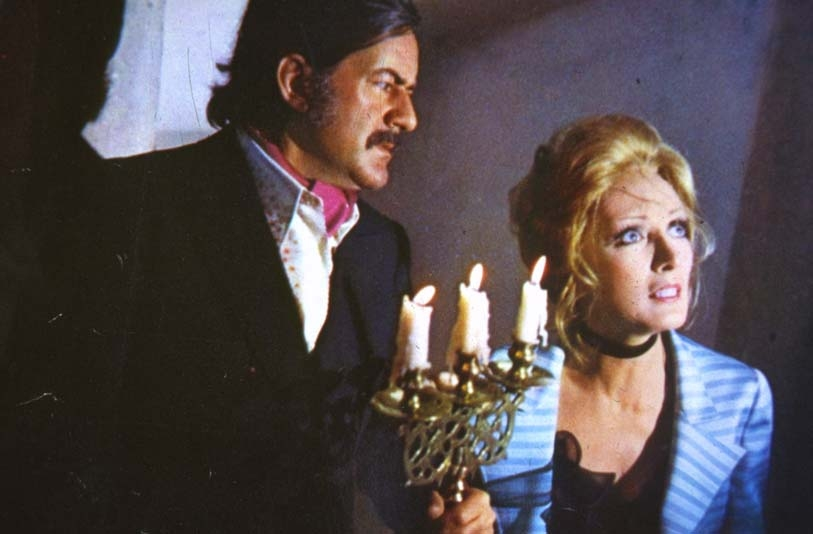
Герберт (Ніно Корда[de]) та Франциска (Маріна Мальфатті) в замку
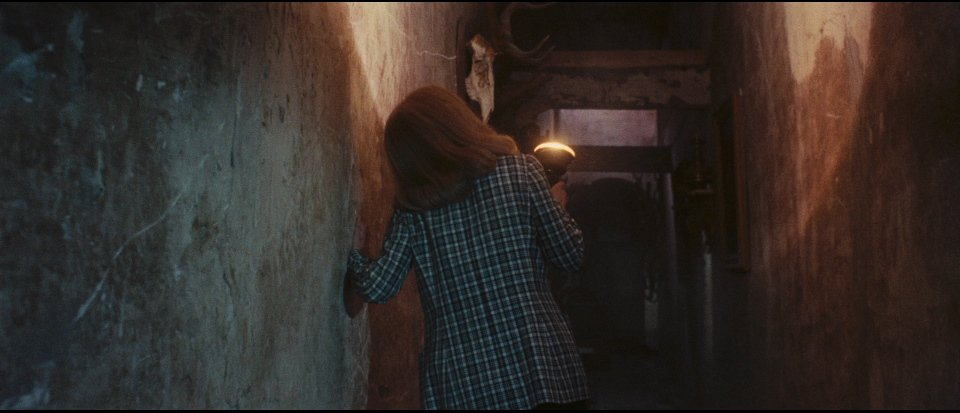
Головна героїня, Кетті (Барабар Буше) заходить у склепіння
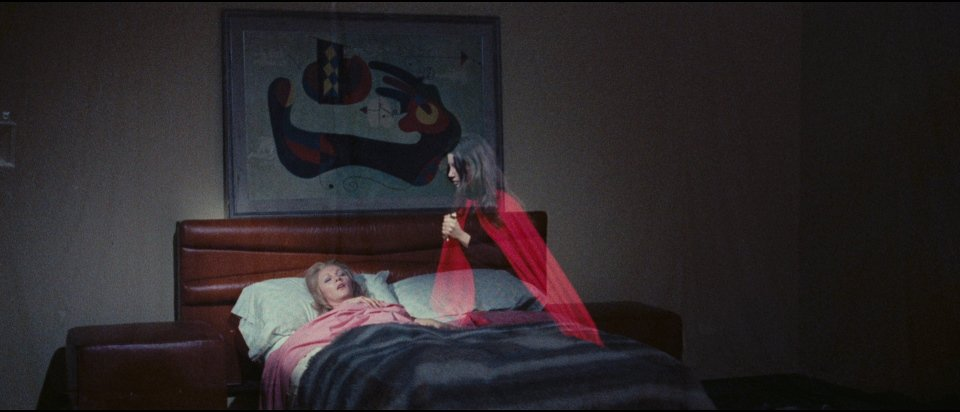
Привид «Червоної дами» над сплячою Кетті

Особливістю фільму став різкий перехід до «наших днів» — перехід від готики в барвисту атмосферу світського життя Баварії 1970-х років. Глядачу показують життя серед постійних фотосесій в будинку моди, де багато мініспідниць та іншого еротичного вбрання, яскравих шпалер і великої кількості J&B, як і в інших джалло тих часів. Італійський кінокритик Роберто Курті відзначав різницю використання попкультурного підходу в порівнянні зі строгим чорно-білим підходом минулих 1960-х років. У кадрі присутні популярні, на той час, «лавові» лампи, дизайнерські об'єкти, що замінили античний одяг, великі люстри та вкриті пилом склепи.

### Образ вбивці та жанрові особливості джалло

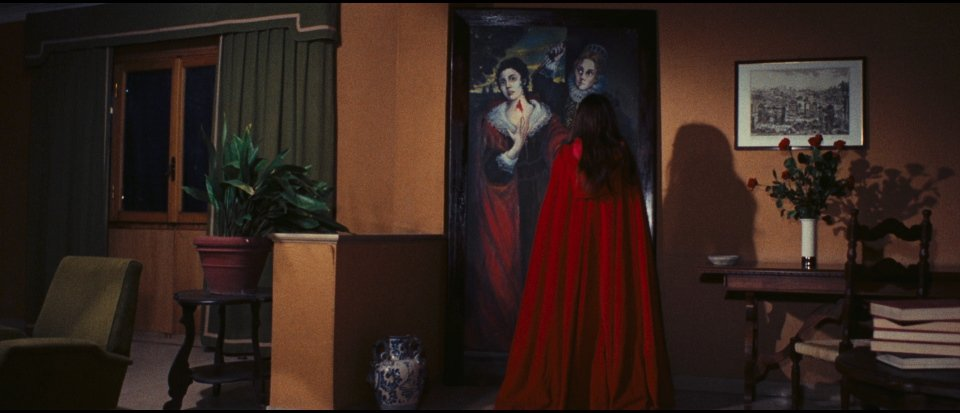
«Червона дама» навпроти картини в замку

Як і в більшості джалло, де є архетипічний таємничий вбивця-психопат в рукавичках, що вистежує та вбиває низку сексуально-привабливих жінок, у цій стрічці він також є. Антагоніст історії, «Червона дама» (або «Червона королева» в англомовній версії) — творіння, яке чимось нагадує персонажів Едгара Воллеса, зокрема головного лиходія німецького фільму 1967 року «Чернець з батогом» (нім. Der Mönch mit der Peitsche). На думку кінокритика Роберто Курті жіноче втілення лиходія могло бути однією з умов спільного італійсько-західнонімецького виробництва, аби створити «кримінально-орієнтований продукт». За словами Курті, деякі джалло розповсюджувалися у ФРН як доповнення до циклу творів Воллеса (такими були «Дволикий» (італ. A doppia faccia) Ріккардо Фреда 1969 року, «Птах з кришталевим оперенням» (італ. L'uccello dalle piume di cristallo) Даріо Ардженто 1970 року, «Сім закривавлених орхідей» (італ. Sette orchidee macchiate di rosso) Умберто Ленці 1972 року, «Що ти зробив із Соланж?» (італ. Cosa avete fatto a Solange?) Массімо Далламано 1972 року та інші).
Вбивства в багатьох джалло незмінно насильницькі, криваві та часто вуаєристично відверті. Іноді доходить до того, що вбивство подається від першої особи, з рукою в рукавичці, яка тримає ніж і сцена обов'язково має бути показана очима вбивці (на відміну від слешера, де сцена вбивства може бути показана як очима вбивці, так і очима жертви, або ж обох). Вбивства, що скоює «Червона дама», належним чином огидні та несподівані. Наприклад, у сцені в парку, де директор Springe отримав раптовий удар ножем у горло, або сцена, де наркомана Петера тягне за собою автомобіль, подібно до вбивства Карло в культовому джалло «Криваво-червоне» (італ. Profondo rosso) Даріо Ардженто. Однак, найяскравішим проявом жаху є серія нічних кошмарів головної героїні, у якій «Червона дама» біжить до Кетті по нескінченний коридор з ножем у руці.

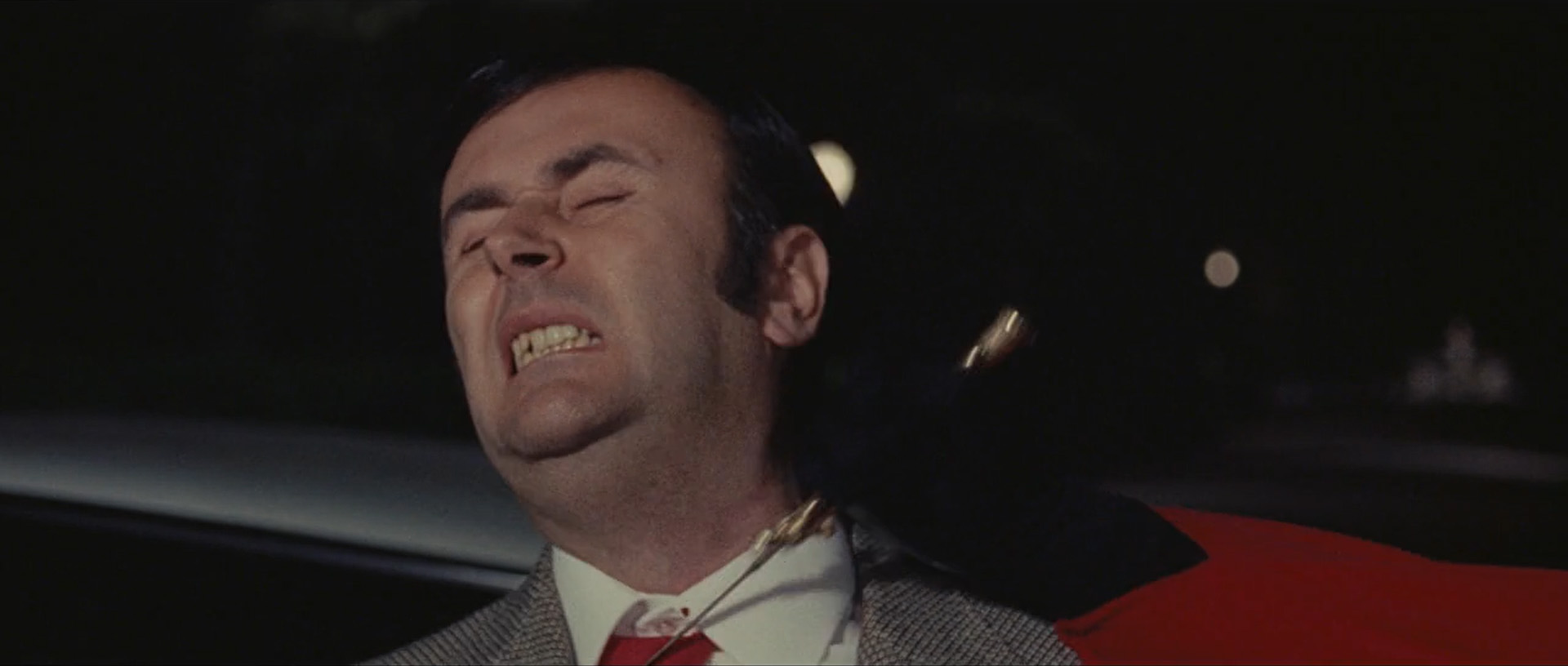
Сцена вбивства директор Springe Fashion Company, Ганса Майєра
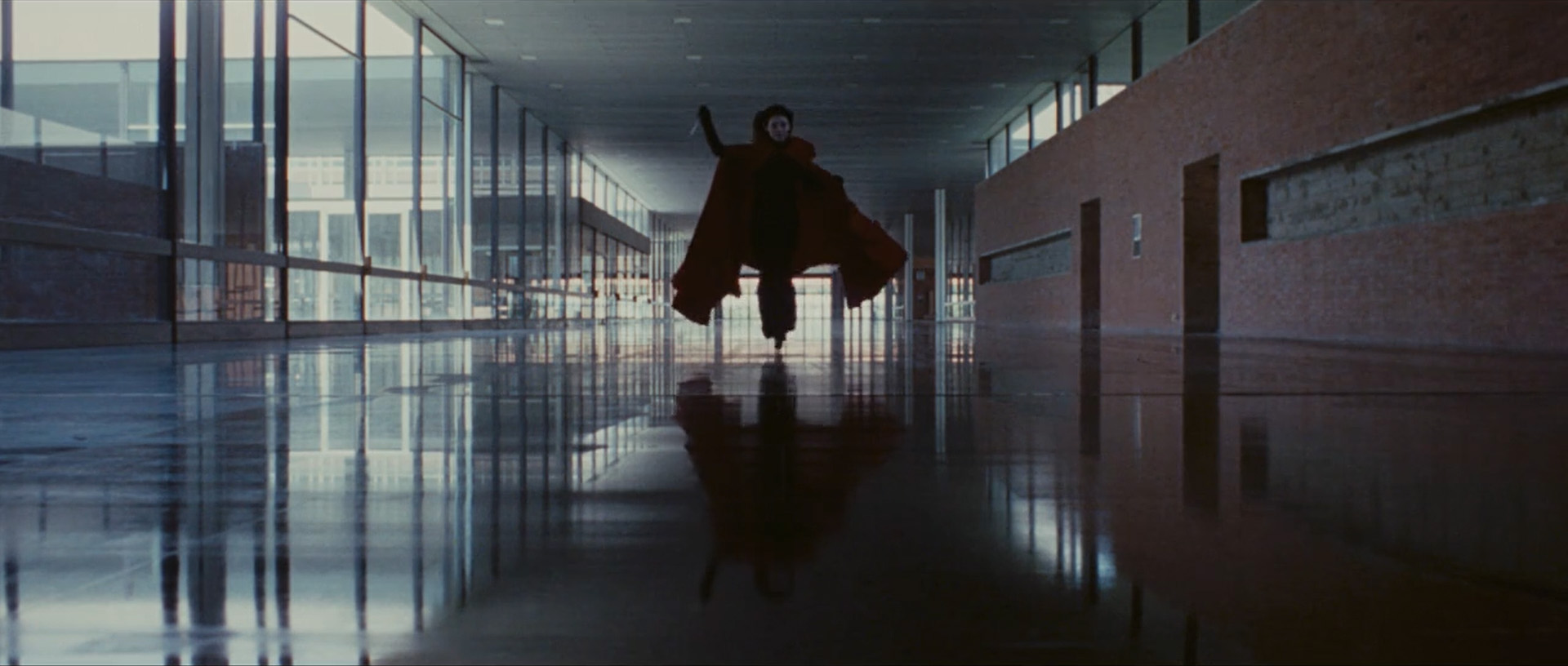
«Червона дама» уві сні Кетті
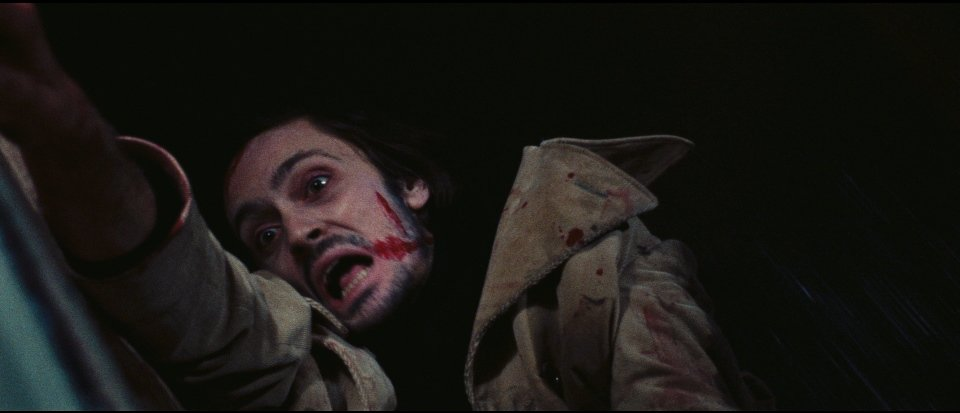
Сцена вбивства наркомана Петера, якого тягне за собою автомобіль

### Еротизм
Як і в попередній своїй роботі, «Ніч, коли Евелін піднялася з могили», режисер Міралья у цій кінокартині приділив багато уваги сексуальній складовій. Підбір жіночої частини акторського складу, більшість з яких брали участь в сценах з оголенням, демонструє особливу увагу до еротичного, це і: виконавиця головної ролі, «діва» італійської еротики Барбара Буше, Маріна Мальфатті, Сибіл Даннінґ, а також модель в реальному житті та одна з секс-символів еротичної комедії по-італійськи, Пія Джанкаро. Найвідвертішою сценою фільму стало зґвалтування Кетті наркоманом Петером. Італійська сексуальна цензура тих років пропустила сцену загалом і навіть поставила рейтинг V.M.14 (заборонено до перегляду молодше 14 років), але в оригінальному трейлері фільму цей епізод показано відвертішим, оскільки видно лобкове волосся акторки подібно сексплуатаційним фільмам.
Одним з основних персонажів, що уособлюють еротизм фільму є Лулу Пальм (у виконанні Сибіл Даннінґ), сексуально розкута фотомодель, яка намагається звабити Мартіна Гоффмана (Уго Пальяї) після смерті її коханця-директора. Під час сцени в квартирі діалог між Гоффманом і Лулу Пальм, притаманний, на думку Роберто Курті, лише італійському кіно:

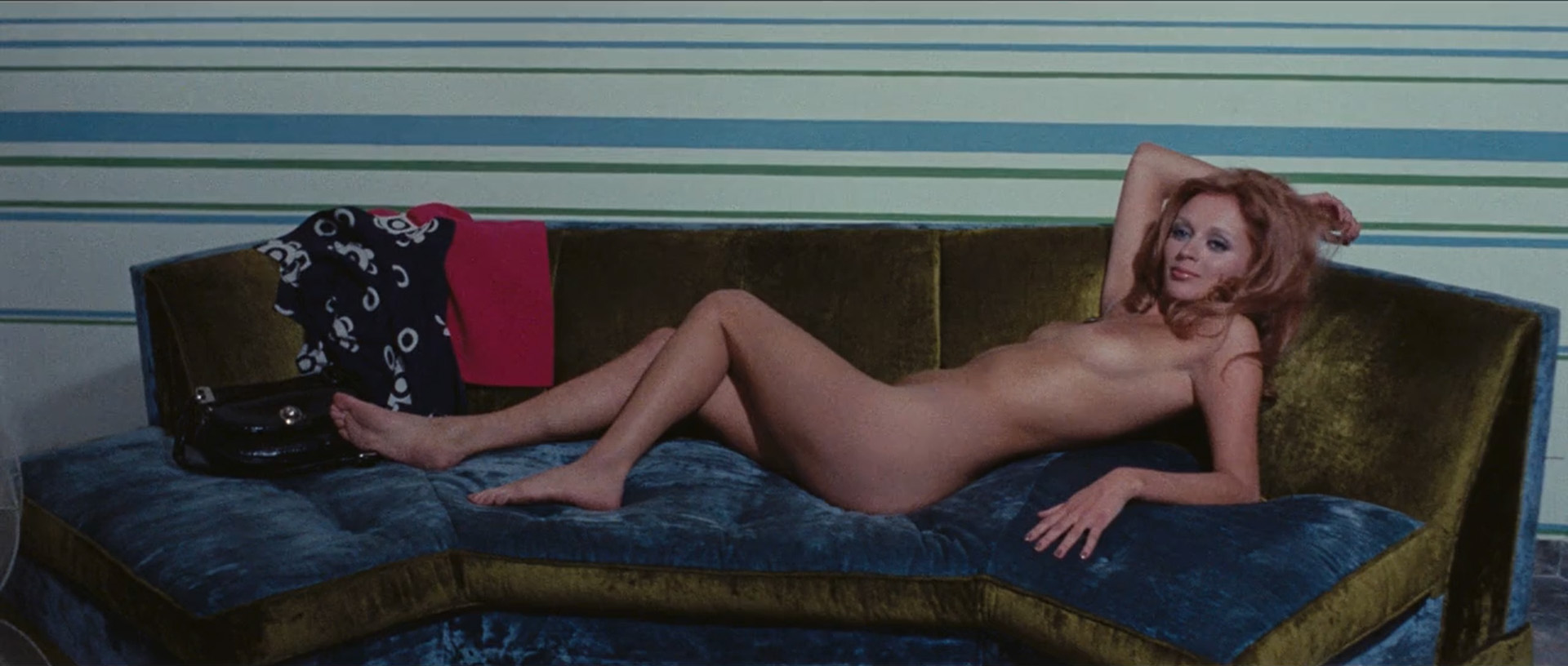
Сцена у квартирі Мартіна Гоффмана. Лулу Пальм (Сибіл Даннінґ)

|  | Мартін: — У мене вже достатньо жінок. Лулу: — Одна дружина вже потрапила в психіатричну лікарню, а інша... Кетті. Б’юсь об заклад, що коли ви лягаєте спати, замість того, аби займатися коханням, лише розмовляєте. — А якщо мені подобається розмовляти про кохання? — Як би там не було, але я не розумію, чому ти сердишся? Чи ти відмовишся від такої, як я? Ти можеш мати обидвох: з однією — розмовляти про кохання, а з іншою — добре проводити час. Я знаю кілька іноземних ігор, про які ти чув. Навіть поліцейські знають, що я чудова німфоманка. [після чого Мартін обертається та бачить Лулу оголеною на своєму дивані] Оригінальний текст (італ.) Martin: Di donne ne ho già abbastanza. Lulu: Già una moglie ricoverata in una clinica psichiatrica e quell'altra... Ketty. Ci scommetto che quando andate a letto invece di fare l'amore nel parlate. Martin: E se mi piacesse parlare d'amore? Lulu: Come vuoi, ma non capisco perché ti arrabbi? O preferisce rinunciare a una come me? Visto che puoi averci tutte e due: con una parla d'amore, con l'altra potrebbe essere un'esperienza piacevole. Conosco dei giochi stranieri ne hai sentito parlare. Lo sanno anche quelli della polizia che sono una meravigliosa ninfomane. |

## Прокат
2 серпня 1972 року стрічка отримала візу від цензорів під № 60797 й зібрала досить непогані касові збори в Італії (понад 513 мільйонів лір, що зробило його сьомим джалло за зборами 1972 року) і була розповсюджена за кордоном. У Німеччині, як це часто траплялося, версія стрічки суттєво відрізнялася від італійської, тривалість на п'ятнадцять хвилин була коротша. Попри комерційний успіх, це був останній фільм, знятий Еміліо Міралья. Крім оригінальної італійської назви (італ. La dama rossa uccide sette volte) мали місце й оригінальні назви в деяких країнах:
- Австрія — нім. Die Morde des roten Satans;
- Болгарія — болг. Червената дама убива седем пъти;
- Бразилія — порт. A Rainha Vermelha Mata 7 Vezes;
- Велика Британія,  Канада,  США — англ. The Red Queen Kills Seven Times; The Red Queen Kills 7 Times;
- Греція — грец. Diathiki gia 7 eglimata; Epta eglimata zitoun enoho;
- Іспанія — ісп. La dama rosa mata siete veces;
- Мексика — ісп. La dama de la capa roja;
- СРСР — рос. Красная королева убивает семь раз;
- США — англ. The Corpse Which Didn’t Want To Die; The Lady in Red Kills Seven Times; Feast of Flesh; Blood Feast;
- Франція — фр. La dame rouge tua 7 fois;
- ФРН — нім. Die Rote Dame; Horror House;
  -  Німеччина — нім. Die Rote Dame; Horror House (прем'єра на ТБ), нім. The Red Queen kills 7 Times - Die rote Dame (DVD-реліз);
- Югославія — сербохорв. Crvena kraljica ubija sedam puta.

Фільм вийшов у прокат в Італії 18 серпня 1972 року. В інших країнах пізніше:
- Франція — 21 січня 1973 року, 28 листопада 1973 року (Париж);
- Мексика — 17 або 18 серпня 1973 року;
- Іспанія — 4 березня 1974 року (Мадрид), 11 листопада 1974 року (Барселона);
- США — 17 жовтня 1975 року;
- Німеччина — 9 липня 2011 року (прем'єра на ТБ).

Дистриб'ютором в Італії стала компанія Cineriz. В інших країнах:
- Італія — Creazione Home Video (1982, VHS-реліз) і Iris (2016, реліз на ТБ);
- ФРН — Sailing Video (1982, VHS-реліз) і Starlight (1984, VHS-реліз);
  -  Німеччина — Butterfly-Filmproduktion (2000, VHS-реліз);
- США — Cannon Film Distributors[en] (1976), NoShame Films[en] (2006, DVD-реліз), Sinister Cinema (DVD-реліз);
- Велика Британія — Arrow Films[en] (2016, DVD-реліз і Blu-ray);
- Греція — Video Cronos (VHS)[4][11].

Стрічка мала кілька перевидань і випусків на телебаченні, на VHS-носіях, DVD і Blu-ray. Так 24 квітня 2006 року італійсько-американська компанія NoShame Films випустила двосторонній DVD з цим фільмом і першим джалло Еміліо Маральї, «Ніч, коли Евелін піднялася з могили» (італ. La notte che Evelyn uscì dalla tomba) під назвою The Emilio Miraglia Killer Queen Box Set. Відео в якості 480p зі співвідношенням сторін 2.35:1 і монозвуком Dolby Digital 2.0. До релізу додали дві аудіодоріжки італійською й англійською мовами, англійські субтитри, а також додаткові матеріали, крім того до збірки також додали іграшкову «Червону даму».
Особливу увагу привернуло видання, яке рекламувалося як «нові реставрації плівок у форматі 2K з оригінального негативу». У травні 2016 року британська компанія Arrow Films випустила Blu-ray з обома фільмами під назвою Killer Dames: Two Gothic Chillers by Emilio P. Miraglia. Фільм випущено в якості 1080p з двома аудіодоріжками, як і в релізі NoShame. Реставрація плівок відбувалась у лабораторії L'Immagine Ritrovata Кінотеки Болоньї. Оригінальні 35-міліметрові негативи Techniscope були відскановані з роздільною здатністю 2K на Arriscan із реєстрацією штифтів і градуйовані на Nucoda Film Master Digital Vision. Обидві мови містять різні переклади субтитрів, що вказує на повноцінну адаптацію дубляжу замість простого перекладу оригінальних субтитрів. Згідно з оглядом колекціонера Гарі Туза, засновника DVDbeaver.com, перевидання здійснене Arrow інформативніше завдяки більшій і послідовній зернистій текстурі. Картинка темніша, завдяки чому DVD здається підсиленим, а кольори здаються більш автентичними та реалістичними. Серед додаткових матеріалів: коментарі британських кінокритиків Алана Джонса та Кіма Ньюмена, ексклюзивне інтерв'ю із Сибіл Даннінґ, інтерв'ю з кінокритиком Стівеном Тровером, архівні інтерв'ю з художником-постановником Лоренцо Баральді, виконавцем ролі інспектора Толлера, Маріно Мазе, та виконавицею головної ролі, Барбарою Буше. Також у релізі було представлено альтернативну заставку, оригінальні американський та італійський трейлери. Обкладинку обмеженого видання в 3 тисячі примірників та нові постери розробив художник Жиль Вранкс.

## Критика
Італійський дослідник готичних фільмів жаху Роберто Курті зазначав, що понад годину екранного часу історія стрічки «тече плавно та нескінченно приємно», відзначаючи зокрема гарну роботу композитора Бруно Ніколаі. Однак, коли приходить час розв'язки, на думку Курті, з'являються неправдоподібності та невідповідності сюжету. Однак існують і протилежні оцінки. На думку Майкла Ден Бура, автора порталу 10kbullets, «з точки зору виробництва фільму нема в чому дорікнути», він відзначає гарну реалізацію первинного задуму, динаміку сюжету, наповненого великою кількістю подій і «чудовий фінал». Серед сильних сторін стрічки Ден Бур, як і Курті, відзначив роботу Ніколаі, а також художника-постановника Лоренцо Баральді.
Зрештою, «Червона королева вбиває 7 разів» — це ідеальний баланс мелодрами та бійні, який є шедевром Еміліо Міралії.
оригінальний текст (англійська)
Ultimately, The Red Queen Kills 7 Times is a perfect balance of melodrama and carnage that stands as Emilio Miraglia's masterpiece.
— Майкл Ден Бур, 
Позитивно оцінив фільм американський критик Гленн Еріксон у своїй колонці DVD Savant. На його думку режисер вміло керував зніманням і першого свого джалло і другого, в кожному підкресливши усі сюжетні повороти. Окремо він відзначив сексуальність фільмів Міральї: «заохочується повсякденна нагота, а кінематограф підкреслює гламур жінок-жертв. Вони можуть бути порізані на шматочки, але їхні зачіски завжди виглядають чудово».